# Махновичский сельсовет
Махновичский сельсовет — административная единица на территории Мозырского района Гомельской области Республики Беларусь. Административный центр — агрогородок Махновичи.

## Состав
Махновичский сельсовет включает 6 населённых пунктов:
- Дербинка — деревня
- Заболотье — деревня
- Заводный Остров — деревня
- Зелёный Мох — деревня
- Махновичи — агрогородок
- Подлядичи — деревня